# Buada

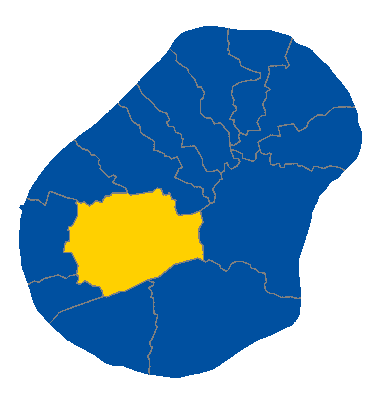
Localização de Buada

O distrito de Buada é o único distrito que não tem acesso ao mar (praia) na ilha de Nauru, com uma população de 716 habitantes (2005) e 266 hectares.
Como marco, o distrito tem o Laguna Buada, com residencias em seu torno. É também o nome de uma das 12 tribos nativas da ilha, que ocupava o respectivo local.